# Вестник тверской кооперации
Вестник тверской кооперации (1919—1920) — журнал совета тверских губернских кооперативных съездов. Редактор — В. Д. Машин. Печатался в типографии Тверского товарищеского кооперативного общества.
Рубрики: Корреспонденции, Некрологи, Декреты, Вести из культурного мира, Официальный отдел, Из жизни губернской кооперации, Библиография. Из программы — «формула бытия — „день наш — век наш“, настанет день, когда начнет оживать и оправляться наша несчастная родина — мы приблизим его, твердо исповедуя важность воспитательной работы кооперации». Активно освещались вопросы развития тверской кооперации и сельского хозяйства, содержит информацию по истории кустарного производства в Тверской губернии (из кандидатской диссертации 2006 года: Соколова, Арина Игоревна. Проблемы ответственности журналистов за диффамацию в контексте взаимоотношений средств массовой информации, власти и гражданского общества : на материалах тверской периодической печати : диссертация … кандидата филологических наук : 10.01.10. — Тверь, 2006. — 200 с.).
Издание хранится и экспонируется в научной библиотеке Тверского государственного университета в составе коллекции краеведческой литературы. Согласно официальному сайту научной библиотеки, «большую историческую ценность представляют журналы 20-х гг. XX в., такие как „Вестник тверской кооперации“, „Тверской край“, „Пахарь“ и др.»

## Библиографическое описание
Вестник Тверской кооперации [Текст] : журнал Совета тверских губернских кооперативных съездов / редактор: В. Д. Машин. — Тверь : Изд. Совета Тверских губернских кооперативных съездов, 1919—1920 (Тип. Тверского товарищеского кооперативного общества). — 26 см.